# Ultraviolence (lied)
Ultraviolence is het tweede nummer uit het album van Lana Del Rey met dezelfde naam (zie Ultraviolence (album van Lana Del Rey)). Het nummer werd uitgebracht op 4 Juni 2014 en was direct een groot succes wereldwijd. Het valt onder de genres Rock, Indie (muziek) en Popmuziek.
Het nummer is vier minuten en elf seconden lang. De songtekst gaat over een vrouw die geloofd dat huishoudelijk geweld ook een vorm van liefde is omdat ze nooit anders geweten heeft.